# Kuća Rietveld Schröder
Kuća Rietveld Schröder (nizozemski: Rietveld Schröderhuis), poznata i kao Schröder kuća u Utrechtu je kuća koju je 1924. godine izgradio nizozemski arhitekt Gerrit Rietveld za Gđu. Truus Schröder-Schräder, majku troje djece, koja je tražila da kuća bude sa što manje zidova. Nalazi se između običnih terasastih kuća, pored ceste koja je izgrađena u 1960tima. Kuća je najbolji, a po nekima jedini,  primjerar ahitekture De Stijla. Gđa. Schröder je živjela u njoj sve do svoje smrti 1985. god. kada ju je restaurirao Bertus Mulder u muzej otvoren posjetiteljima. Zbog toga što predstavlja nezaobilazan primjer napretka moderne arhitekture 20. stoljeća, 2000. godine dospjela je na UNESCOv popis mjesta svjetske baštine u Europi.

## Arhitektura
Kuća Rietveld Schröder je izvana i iznutra radikalno prekinula s tradicionalnom arhitekturom. Ova kuća na dva kata je izgrađena na kraju terase drugih kuća u nizu, ali je potpuno drugačija od njih. 
Unutra nedostaje statična akumulacija soba, već su prostori dinamični, otvoreni i povezani. Prizemlje je zadržalo malo tradicije u organizaciji kuhinje i tri spavaće sobe oko središnjeg stubišta. Dnevni boravak na katuje zapravo veliki otvoreni prostor u kojemu se nalaze odvojeni samo toalet i kupatilo. Rietveld je namjeravao ostaviti ovaj prostor takvim kakav je. No gđa. Schröder, je željela da on bude više-funkcionalan, što je dobiveno nizom klizećih i preklopnih panela. Kada je potpuno podijeljen, dnevni boravak se pretvara u tri spavaće sobe, kupatilo i dnevni boravak. No, između ove krajnje podjele i potpuno otvorenog prostora postoje brojne kombinacije različitih oblika i namjena prostorija.
Fasada je veliki kolaž ploča i linija čiji su dijelovi namjerno odvojenih oblika i čine nam se kako klize jedan pored drugoga. Na ovaj način je omogućeno da se napravi nekoliko balkona. Poput Rietveldove stolice, svaki dio ima svoj zaseban oblik, mjesto i boju. Primarne boje fasade, pored bijele i sive pozadine, te crnih prozora i njihovih okvira, su odabrane da ojačaju plastičnost i čvrstoću kuće.